# Lin Xiangqian
Lin Xiangqian (chinesisch 林向前; * 27. Januar 1987 in Suzhou) ist ein ehemaliger chinesischer Leichtathlet, der sich auf den Hindernislauf spezialisiert hat.

## Sportliche Laufbahn
Erste internationale Erfahrungen sammelte Lin Xiangqian im Jahr 2006, als er bei den Juniorenweltmeisterschaften in Peking in 8:30,55 min den fünften Platz über 3000 m Hindernis belegte. Anschließend nahm er an den Asienspielen in Doha teil und gewann dort in 8:30,49 min die Bronzemedaille hinter dem Bahrainer Tareq Mubarak Taher und Gamal Belal Salem aus Katar. Im Jahr darauf siegte er in 1:04:50 h beim Xiamen-Halbmarathon und bei den Crosslauf-Weltmeisterschaften 2009 in Amman gelangte er nach 40:15 min auf Rang 115 im Einzelrennen. Im November gewann er dann bei den Asienmeisterschaften in Guangzhou in 8:34,14 min die Silbermedaille hinter dem Bahrainer Tareq Mubarak Taher. 2012 kam er bei den Hallenasienmeisterschaften in Hangzhou im 3000-Meter-Lauf nicht ins Ziel und im Oktober 2014 beendete er seine aktive sportliche Karriere im Alter von 27 Jahren.
In den Jahren 2006 und 2007 sowie 2009 und 2010 wurde Lin chinesischer Meister über 3000 m Hindernis und 2006 siegte er im 5000-Meter-Lauf.

## Persönliche Bestleistungen
- 5000 Meter: 13:38,77 min, 26. Oktober 2009 in Jinan
- Halbmarathon: 1:04:50 h, 5. Januar 2007 in Xiamen
- 3000 m Hindernis: 8:27,14 min, 21. Oktober 2009 in Jinan